# AWS Shopper

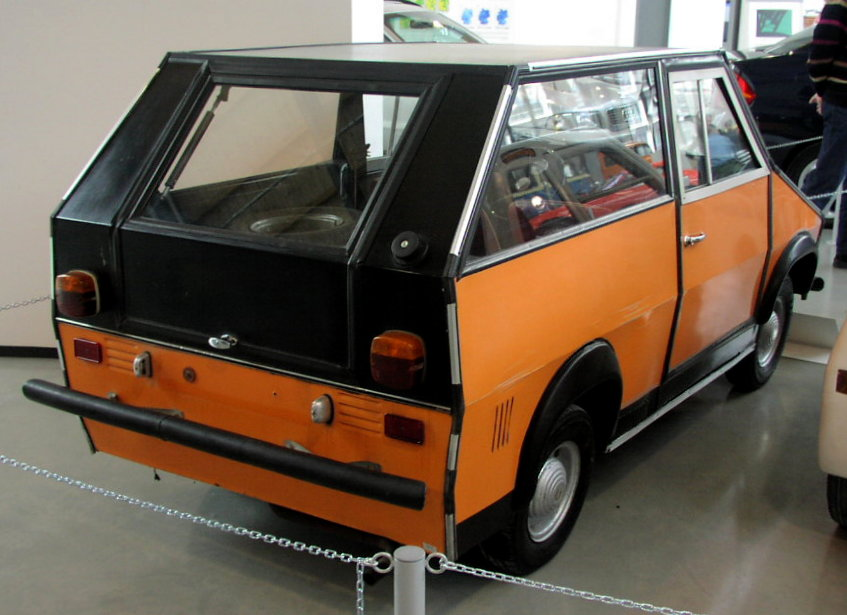
AWS Shopper (tył)

AWS Shopper (Automobilwerk Walter Schätzle) – niemiecki mikrosamochód, produkowany w Berlinie w latach 1971–1974.

## Historia
AWS Shopper został stworzony przez Waltera Schätzle w 1970 roku. Wytwórnia była umieszczona w Berlinie Zachodnim w Rudow. Przedsiębiorstwo rozpoczęło produkcję samochodu w 1971 roku, marketing był silny, lecz popyt na ten samochód utrzymywał się na niskim poziomie, dlatego też przedsiębiorstwo przerwało produkcję w 1974 roku.

## Dane techniczne
- Nazwa modelu: AWS Shopper
- Lata produkcji: 1971–1974[1]
- Wyprodukowano: 1400 sztuk[1]
- Długość: 3070 mm[1]
- Szerokość: 1380 mm[1]
- Waga: 430 kg[1]
- Liczba siedzeń: 4[1]
- Silnik: Glas 2 dwusuwowy[1]
- Cylindry: 2[1]
- Pojemność skokowa: 293 cm³[1]
- Moc: 15 KM[1]
- Biegi: 4 + wsteczny[1]
- Hamulce: hydrauliczne[1]
- Rozmiar kół: 480 x 10[1]
- Prędkość maksymalna: 88 km/h[1]